# کوه هویان
کوه هویان (به لاتین: Huoyan Mountain) یک منطقهٔ مسکونی در تایوان است که در Miaoli County واقع شده‌است.